# 伊勢市立御薗小学校
伊勢市立御薗小学校（いせしりつ みそのしょうがっこう）は、三重県伊勢市御薗町長屋にある公立小学校。

## 概要
- 校地面積：19,632m2
- 構成
  - 校舎：鉄筋コンクリート造3階建、面積 5,434m2
  - 運動場：面積 14,650m2
  - 体育館：面積 724m2
  - プール

## 沿革
- 1875年4月 - 長屋村に公立の小学校、王中島に普通小学校などをはじめとして、旧御薗村の他の大字と同名の学校が開設される。
- 1876年6月 - 小林村は隣接する大湊町および馬瀬、下野と共同で組合立の上等学校（資誠学校）開設に参画し、同分校を創設する。
- 1878年5月 - 新開村の祐善庵跡に公立の小学校が開設する。
- 1883年3月 - 高向学校と長屋学校が合併する。
- 1883年4月 - 高向学校と長屋学校の合併校が高長学校と改称する。王中島、新開、上条、小林に開設の各学校が統合され幼智学校と改称する。
- 1885年4月 - 幼智学校の校舎が竣工する。
- 1887年4月 - 高長学校は高長小学簡易科授業所、幼智学校は明徳小学簡易科授業所と改称する。
- 1891年6月 - 高長小学簡易科授業所と明徳小学簡易科授業所が合併し御薗小学簡易科授業所と改称する。校舎を新築する。
- 1892年4月 - 御薗尋常小学校と改称する。
- 1902年4月 - 高等科が併置され、御薗尋常高等小学校と改称する。高等科校舎を新築する。
- 1912年3月 - 新校舎の第一期工事が竣工する。
- 1914年9月 - 御薗村立農業補習学校が付設される。
- 1924年5月 - 新校舎の第二期工事が竣工する。
- 1925年9月 - 新校舎の第三期工事が竣工する。
- 1928年3月 - 雨天体操場兼講堂の建設工事（第四期工事）が竣工する。
- 1935年4月 - 御薗村立農業補習学校を御薗村立青年学校と改称する。
- 1941年4月 - 国民学校令の施行に伴い、御薗村国民学校と改称する。
- 1949年4月 - 学校教育法の施行に伴い、御薗村立御薗小学校と改称する。
- 1951年2月 - 校舎（木造2階建）の総改築工事が完了する。
- 1959年9月 - 伊勢湾台風により校舎に被害を受ける。年末まで復旧工事を実施する。
- 1959年10月 - 山田赤十字病院（現在の伊勢赤十字病院）の養護学校（前年4月発足）が御薗小学校日赤分校に昇格する。
- 1968年7月 - プールが完成する。
- 1974年3月 - 新校舎（鉄筋3階建）の第一期工事が竣工する。
- 1975年3月 - 新校舎の第二期工事が竣工する。
- 1976年3月 - 新校舎の第三期工事が竣工する。
- 1976年9月 - 体育館が完成する。
- 1977年10月 - 1973年以来の総改築工事が完了する。
- 2005年11月 - 御薗村等の市町村合併による新・伊勢市の発足に伴い、伊勢市立御薗小学校と改称する。
- 2008年4月1日 - 3学期制から2学期制に移行する。

## 学校区
旧度会郡御薗村（現、伊勢市御薗町）の大半の区域。
- 御薗町高向
- 御薗町長屋
- 御薗町小林
- 御薗町王中島
- 御薗町上條（宮川左岸を除く）
- 御薗町新開
- 磯町（宮川右岸の地域）

## 周辺
- 伊勢市立御薗第一保育園
- 伊勢市役所 御薗総合支所
- 伊勢市ハートプラザみその
- JA伊勢 御薗支店
- ケーズデンキ 伊勢御薗パワフル館
- 伊勢みそのショッピングセンター

## 交通アクセス
- 国道23号 長屋1交差点を北上、約100m
- 近鉄山田線 宮町駅より約1.7km、徒歩約21分
- 伊勢市コミュニティバス 御薗ルート乗車 「御薗総合支所前」バス停下車 南下約250m 徒歩約3分